# Christina Sørensen
Christina B. Sørensen (* 10. Mai 1977) ist eine dänische Badmintonspielerin.

## Karriere
Nach drei Titeln im Nachwuchsbereich und einem Titel bei der Nordischen Juniorenmeisterschaften gewann Christina Sørensen 1996 die Czech International und 1997 die Iceland International und die Norwegian International. 1998 siegte sie bei den Hungarian International und 2000 noch einmal bei den Czech International. 2001 war sie bei den Scottish Open erfolgreich.

## Sportliche Erfolge
| Saison    | Veranstaltung                                    | Disziplin   | Platz | Name                                                    |
| --------- | ------------------------------------------------ | ----------- | ----- | ------------------------------------------------------- |
| 1991/1992 | Dänemark: Einzelmeisterschaften der Junioren U15 | Dameneinzel | 1     | Christina Sørensen, Horsens                             |
| 1993/1994 | Dänemark: Einzelmeisterschaften der Junioren U17 | Dameneinzel | 1     | Christina B. Sørensen, Horsens                          |
| 1995/1996 | Dänemark: Einzelmeisterschaften der Junioren U19 | Damendoppel | 1     | Pernille Harder, Højbjerg / Christina Sørensen, Horsens |
| 1996      | Czech International                              | Damendoppel | 1     | Ann-Lou Jørgensen / Christina Sørensen                  |
| 1996      | Nordische Juniorenmeisterschaften                | Damendoppel | 1     | Christina Sørensen / Britta Andersen                    |
| 1997      | Iceland International                            | Dameneinzel | 1     | Christina Sørensen                                      |
| 1997      | Iceland International                            | Damendoppel | 1     | Christina Sørensen / Jane F. Bramsen                    |
| 1997      | Norwegian International                          | Damendoppel | 1     | Christina Sørensen / Jane F. Bramsen                    |
| 1998      | Hungarian International                          | Dameneinzel | 1     | Christina Sørensen                                      |
| 1998      | Polish International                             | Damendoppel | 2     | Christina Sørensen / Jane F. Bramsen                    |
| 2000      | Czech International                              | Dameneinzel | 1     | Christina Sørensen                                      |
| 2001      | Scottish Open                                    | Dameneinzel | 1     | Christina Sørensen                                      |